# Bruno Jaffré
Bruno Jaffré   (1954) és un enginyer, assagista i biògraf francès. És autor de diverses obres de referència sobre la història de Burkina Faso, i és considerat el principal especialista i biògraf de Thomas Sankara.

## Trajectòria
Matemàtic de formació, Bruno Jaffré va estudiar, mentre era empleat de France Télécom, a l'École des hautes études en sciences sociales.
Va ser un dels fundadors de l'ONG Coopération Solidarité Développement dans les Postes et Télécommunications l'any 1988. Va publicar Burkina Faso : Les Années Sankara el 1989, després de la seva experiència de cooperació a l'Àfrica occidental, i a continuació una biografia del líder revolucionari burkinès Thomas Sankara.
Des del 2013 manté un blog a Mediapart dedicat a l'actualitat a Burkina Faso i dirigeix la campanya Justice pour Thomas Sankara Justice pour l’Afrique.

## Obra publicada
- Burkina Faso : Les Années Sankara, de la Révolution à la Rectification, L'Harmattan, 1989 ISBN 2-7384-5967-6
- Biographie de Thomas Sankara, La patrie ou la mort, L'Harmattan, 1997 ISBN 2-7384-5836-X
- Les télécommunications : Entre bien public et marchandise, Paris, Mayer, 2005 ISBN 2-84377-111-0
- Thomas Sankara, recueil de textes présentés par Bruno Jaffré, éditions du CETIM, 2014 ISBN 978-2-88053-104-1
- Thomas Sankara - Die Ideen sterben nicht!, AfricAvenir éd., 2016 ISBN 978-3-946741-00 8
- Thomas Sankara, La Liberté contre le destin, discours rassemblés et présentés par Bruno Jaffré, préface de Ra-Sablga Seydou Ouedraogo, Syllepse, 2017 ISBN 978-2-84950-557-1
- L'insurrection inachevée, Burkina 2014, Syllepse, 2019 ISBN 2-8495-0777-6